# Hipolita Grimaldi
Ippolita Grimaldi, z domu Trivulzio, księżna Monako (ur. 1600, zm. 20 czerwca 1638) – od 13 lutego 1616 do 1638 pierwsza w dziejach księżna Monako jako żona księcia Honoriusza II.

## Dzieciństwo i młodość
Hipolita urodziła się w 1600 roku jako jedyna córka Carlo Emanuela Teodora Trivulzio, hrabiego Melzo i jego żony, Katarzyny Gonzagi. Jej rodzina pochodziła z Mediolanu.

## Małżeństwo i rodzina
13 lutego 1616 Hipolita poślubiła pierwszego w historii księcia Monako, Honoriusza II Grimaldi. Mieli jednego syna, księcia Herkulesa, który przyszedł na świat 16 grudnia 1623 roku, po siedmiu latach ich małżeństwa.

## Księżna Monako
Jej mąż, książę Honoriusz II rozpoczynał swoje panowanie 21 listopada 1604 jako senior Monako. Dopiero od 1612 roku znany był jako książę Monako, pierwszy w historii. Małżonkowie mieszkali w Monako.
Księżna zmarła w wieku trzydziestu ośmiu lat w 1638 roku. Pochowana została w Katedrze Świętego Mikołaja w Monako, ale decyzją jej dalekiego prawnuka, księcia Rainiera III Grimaldi, została przeniesiona w inne miejsce dnia 4 listopada 1996.